# 헬무트 두카담

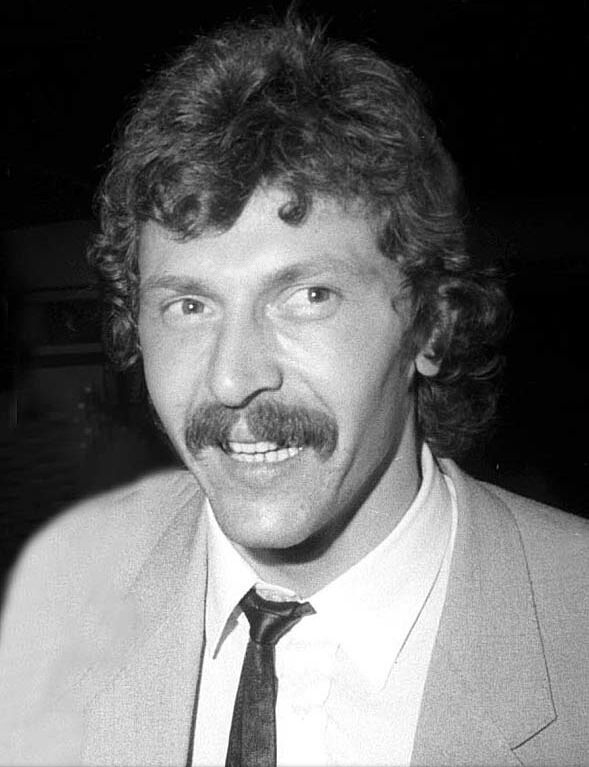
1986년 모습

헬무트 두카담(루마니아어: Helmut Duckadam, 1959년 4월 1일 ~ 2024년 12월 2일)은 루마니아의 프로 축구 선수였으며 골키퍼로 활약했다.
두카담은 1986년 유러피언 컵 결승전에서 활약한 덕분에 "세비야의 영웅"으로 불렸다. 그의 클럽 FCSB(Steaua Bucureşti)가 우승했고, 그곳에서 그는 축구 역사상 처음으로 승부차기에서 바르셀로나를 상대로 한 4번의 페널티킥을 모두 막아냈다. 14년 동안 다른 세 팀을 대표했다.
두카담은 디지 스포트의 "Fotbal Club" 프로그램에 게스트로 정기적으로 출연했다.